# Anthonomus bisignifer
Anthonomus bisignifer es una especie de gorgojo fitófago del género Anthonomus, categorizada en la tribu Anthonomini, de la subfamilia Curculioninae.

## Distribución
Se distribuye por Asia: Japón y Corea.

## Taxonomía
Fue descrita por S. Schenkling & Marshall G.A.K. en 1934.